# 内田真礼とおはなししません!?
『内田真礼とおはなししません!?』（うちだまあやとおはなししません）は、内田真礼がパーソナリティを務めるラジオ番組。
2015年4月11日から2025年3月25日まで超!A&G+にて『内田真礼とおはなししません？』のタイトルで配信されていた。2025年4月7日からは番組名を改題の上、九州朝日放送（KBCラジオ）にて放送されている。

## 番組概要
声優の内田真礼が初めてパーソナリティを一人で務める、ラジオ番組。
2016年3月までは隔週更新であったが、同年4月9日（第27回）より毎週更新となった。
2020年3月24日までは音声のみの配信であり、動画付き配信は不定期で行われていたが、同年3月30日（第235回）から2025年3月28日までは毎回の動画付き配信となった。また、同時にセブン&アイ・ホールディングスがスポンサーにつき、番組タイトルも『セブン-イレブン presents 内田真礼とおはなししません？』となった。
2022年3月28日（第338回）より、セブン&アイ・ホールディングスがスポンサーから外れて、番組タイトルは『内田真礼とおはなししません？』となっている。
2023年3月28日（第388回）より、文化放送と東海ラジオにて地上波での放送が開始。超!A&G+の1日遅れネットとなり、2023年6月27日まで放送されていた。
2025年3月をもって超!A&G+での配信を終了し、4月以降は九州朝日放送（KBCラジオ）での本放送に移行の上で『内田真礼とおはなししません!?』と改名し、九州朝日放送での放送終了後は音泉でも配信されている。
2025年5月26日の配信回を以て、前身の『おはなししません?』の初回放送から数えて番組通算500回を迎えた。

## 配信時間・放送時間

### ラジオ放送
九州朝日放送
- 2025年4月7日 -
毎週月曜日 0:30 - 1:00（日曜深夜）

文化放送、東海ラジオ
- 2023年3月28日 - 2023年6月27日
毎週火曜日 2:00 - 2:30（月曜深夜）

### アーカイブ配信
音泉
- 2025年4月8日 -
毎週月曜日、本放送終了後の13:00に更新

### 『おはなししません?』時代
超!A&G+
- 2015年4月11日 - 2016年3月26日
隔週土曜日 20:30 - 21:00
- 2016年4月9日 - 2019年3月30日
毎週土曜日 20:30 - 21:00
- 2019年4月2日 - 2020年3月24日
毎週火曜日 23:00 - 23:30
- 2020年3月30日 - 2024年3月25日
毎週月曜日 21:00 - 21:30
- 2024年4月2日 - 2025年3月25日
毎週火曜日 19:30 - 20:00

## 備考

### 『おはなししません?』時代のリピート配信
本配信
- 2019年4月3日 - 2020年3月25日
毎週水曜日 11:00 - 11:30
- 2020年3月31日 - 2023年3月28日
毎週火曜日 9:00 - 9:30
- 2022年10月2日 - 2024年6月30日
毎週日曜日 16:00 - 16:30
- 2024年7月5日 - 2025年3月28日
毎週金曜日 18:00 - 18:30

出張版
※本配信とは別に収録されていた
AG-ON
- 2015年5月2日 - 2016年4月2日
隔週土曜日更新
- 2016年4月9日 - 2017年5月27日
毎週土曜日、本配信終了後の21:00に更新

AG-ON Premium
- 2017年6月3日 - 2019年3月30日
毎週土曜日、本配信終了後の21:00に更新
- 2019年4月2日 - 2020年3月24日
毎週火曜日、本配信終了後の23:30に更新

## コーナー

### 現在
- 「みんなのさくらんぼ」[7]
内田真礼がラジオ内で事前にテーマを発表し、そのテーマに合う相方をみんなで探していくコーナー。
- 「みかんちゃんねる」
みかんちゃんにやってほしいサブチャン的なゆるい企画を募集している。
- 「月間真礼フォーカス」
内田真礼が編集長となり、気になっていること毎月約1回のペースで発表し、リスナーにそのテーマについて調べてきてもらうコーナー。現在は「高いところ情報」を募集中(2021年12月13日現在)。
- 「わたしと野球のおはなししません?」
リスナーから野球に関する質問や、グルメなど、野球に関することを募集してそれについて内田真礼が話すコーナー。
- 「Bar おはなし」
リスナーからの悩み事を内田真礼が内田真礼、まあやママ、ホストまやお、おはなCくんになりきって解決していくコーナー。誰から悩みを解決されるかは内田が引くくじで決まる。

### 過去
- 「わたしとおはなしできる?」
内田真礼への質問と「想定した内田の返答に対する返し」をセットで募集し、会話が成立するように挑戦するコーナー。挑戦に成功すると、リスナーに内田真礼の落書きが入った台本の切れ端がプレゼントされる。
- 「おはなCくん 相談室」（このコーナーは終了したが、Bar おはなしと類似している。）
番組のマスコットになりきれていない「おはなC君」が、リスナーからのお悩みに答えていくコーナー。
- 「わたしを『解放』してくれません?」
6thシングル『c.o.s.m.o.s』のテーマである『解放』が軸となっている。リスナーから「内田の脳が解放されそうな問題」とその答えを募集し、内田がその問題を解いて、ドンドン解放されていくコーナー。問題については、簡単ななぞなぞや、あるなしクイズ、謎解きっぽい問題で、内田がギリギリ解けそうな問題を募集している。
- 「冒険の海へと飛び出そう!!」
流行っているものや、こんなもの知ってますか?というものを募集し、それを内田真礼が実際に体験していくコーナー。内田真礼がまだ体験した事のない、小さな冒険が出来そうなものを募集している。
- 「そのシチュエーション...ロマンティックダンサー!!」
こんなサプライズで祝う彼女へのバースデー、こんなシチュエーションでの告白やプロポーズなど、内田真礼が踊り明かすくらい、ロマンティックなシチュエーションを募集している。実際の体験、人から聞いた話、いつかやってみたい妄想などでもよい。
- 「わたしと野球のおはなししません？」
野球に関する内容ならどんなものでも、好きな選手や球団、野球グルメ、野球初心者からの質問などを募集。
- 「真礼のヒーローでいるために」
内田真礼がラジオ内で演じる男性がどうも変な人が多いということで、どんなシチュエーションでどんなセリフを言う男性がかっこいいのか研究していくコーナー。シチュエーションとセリフをセットで募集。
- 「わたしに何はなしてほしい?」
- 「それ...もう捨てません?」
- 「Resonant Maaya Heart」
- 「おはなC君 展開会議」
- 「Shiny Maaya Moony dive」
- 「+INTERSECT♡MAAYA+」
- 「シビ辛　真礼先生!!」
- 「わたしと歌謡曲のおはなししません?」
- 「○○のある家」
YOMIBITOコラボコーナー。
- 「真礼さん、聴こえる?」
リスナーが内田に聞いてほしい音源を自分で作って送ってもらうコーナー。

## ゲスト
- 第9回：岡本信彦、はしもとよしふみ
- 第60回：上坂すみれ
- 第78回：内田雄馬
- 第111回：ZAQ
- 第112・168回：内田真礼マネージャー「すぐり」
- 第171回：大西沙織（一部のみ）
- 第176回：久保ユリカ（一部のみ）
- 第283・284回：冨田明宏
- 第365・366回：赤﨑千夏
- 第375・376回：ファイルーズあい

## テーマソング

### オープニング曲
『おはなししません?』時代
- からっぽカプセル (第1回-第19回)
作詞・作曲 - 渡辺翔 / 編曲 - 黒須克彦 / 歌 - 内田真礼
- Hello,future contact! (第20回-第38回)
作詞・作曲 - 田淵智也（UNISON SQUARE GARDEN） / 編曲 - やしきん  / 歌 - 内田真礼
- Resonant Heart (第39回-第66回)
作詞 - ミズノゲンキ / 作曲 - y0c1e / 編曲 - 堀江晶太 / 歌 - 内田真礼
- モラトリアムダンスフロア (第67回-第95回)
作詞・作曲・編曲 - 大石昌良 / 歌 - 内田真礼
- +INTERSECT+ (第96回-第109回)
作詞・作曲 - ZAQ / 編曲 - 増田武史 / 歌 - 内田真礼
- c.o.s.m.o.s （第110回-第123回）
作詞・作曲 - 渡辺翔 / 編曲 - ミト（クラムボン） / 歌 - 内田真礼
- aventure bleu （第124回-第134回）
作詞 - meg rock / 作曲・編曲 - Rasmus Faber / 歌 - 内田真礼
- take you take me BANDWAGON （第135回-第162回）
作詞・作曲 - 田淵智也（UNISON SQUARE GARDEN） / 編曲 - 重永亮介 / 歌 - 内田真礼
- youthful beautiful（第163回-第197回）
作詞・作曲 - RIRIKO / 編曲 - 白戸佑輔、RIRIKO / 歌 - 内田真礼
- 鼓動エスカレーション（第198回-第210回）
作詞 - hotaru（TaWaRa） / 作曲 - Tom-H@ck（TaWaRa） / 編曲 - KanadeYUK & Tom-H@ck（TaWaRa） / 歌 - 内田真礼
- 共鳴レゾンデートル（第211回-第234回）
作詞・作曲 - 田淵智也 / 編曲 - 堀江晶太 / 歌 - 内田真礼
- ノーシナリオ（第235回-第268回）
作詞・作曲 - 渡辺翔 / 編曲 - 白戸佑輔 / 歌 - 内田真礼
- ハートビートシティ（第269回-第292回）
作詞・作曲 - TAKU INOUE / 編曲 - kz(livetune) / 歌 - 内田真礼
- カナリア（第293回-第316回）
作詞 - 山本メーコ / 作曲・編曲 - y0c1e / 歌 - 内田真礼
- YA-YA-YAN Happy Climax!（第317回-第342回）
作詞・作曲 - Q-MHz / 編曲 - Q-MHz ・ やしきん / 歌 - 内田真礼
- 聴こえる?（第343回-第379回）
作詞 - 林英樹 / 作曲・編曲 - 佐藤純一(fhána) / 歌 - 内田真礼
- CHASER GAME（第380回-?）
作詞 - 山本メーコ / 作曲・編曲 - y0c1e / 歌 - 内田真礼

現在
- Magnet（第1回- ）
作詞・作曲 - 松隈ケンタ / 編曲 - SCRAMBLES / 歌 - 内田真礼

### エンディング曲
『おはなししません?』時代
- Life is like a sunny day (第1回-第19回)
作詞 - こだまさおり / 作曲 - y0c1e / 編曲 - 黒須克彦 / 歌 - 内田真礼
- わたしのステージ (第20回-第66回)
作詞 - 内田真礼 しほり / 作曲・編曲 - 齋藤真也 / 歌 - 内田真礼
- Moment (第67回-第99回)
作詞・作曲・編曲 - 丸山真由子 / 歌 - 内田真礼
- 5:00AM (第100回-第109回)
作詞 - 内田真礼、akane / 作曲 - mochilon / 編曲 - mochilon、y0c1e / 歌 - 内田真礼
- シンボリックビュー （第110回-第123回）
作詞・作曲・編曲 - 渡辺翔 / 歌 - 内田真礼
- Applause （第124回-第134回）
作詞 - PA-NON / 作曲 - fu_mou / 編曲 - y0c1e、fu_mou / 歌 - 内田真礼
- Step to Next Star!! （第135回-第162回）
作詞・作曲・編曲 - ZAQ / 歌 - 内田真礼
- 君のヒロインでいるために（第163回-第197回）
作詞・作曲・編曲 - 大石昌良 / 歌 - 内田真礼
- Flag Ship（第198回-第210回）
作詞 - PA-NON / 作曲・編曲 - fu_mou / 歌 - 内田真礼
- Girl is fun（第211回-第234回）
作詞・作曲・編曲 - y0c1e / 歌 - 内田真礼
- Love for All Stars（第235回-第268回）
作詞・作曲 - ZAQ / 編曲 - 白戸佑輔 / 歌 - 内田真礼
- いつか雲が晴れたなら（第269回-第292回）
作詞・作曲 - kz(livetune) / 編曲 - TAKU INOUE / 歌 - 内田真礼
- ストロボメモリー（第293回-第316回）
作詞・作曲・編曲 - RIRIKO / 歌 - 内田真礼
- LIFE LIVE ALIVE（第317回-第342回）
作詞 - 織田あすか（Elements Garden） / 作曲・編曲 - 	藤永龍太郎（Elements Garden）/ 歌 - 内田真礼
- Sensation Dancin' Show♪（第343回-第379回）
作詞 - 織⽥あすか (Elements Garden) / 作曲・編曲 - 近藤世真 (Elements Garden) / 歌 - 内田真礼
- ラウドヘイラー（第380回-?）
作詞・作曲 - 渡辺翔 / 編曲 - 白戸佑輔 / 歌 - 内田真礼

現在
- パラレルなハート（第1回- ）
作詞 - 敬也・宮崎諒（amazuti） / 作曲 - 宮崎諒（amazuti） / 編曲 - 宮崎諒（amazuti） / 歌 - 内田真礼

## 番組DVD
|             | 発売日        | タイトル                                | 規格品番 |
| ----------- | ------------- | --------------------------------------- | -------- |
| 初ロケDVD   | 2017年8月10日 | 内田真礼とおはなししません？DVD in 台湾 | QRAG-169 |
| キャンプDVD | 2022年3月1日  | 内田真礼とキャンプしません？            | QRAG-441 |